# Wilhelm Benedict von Schirach

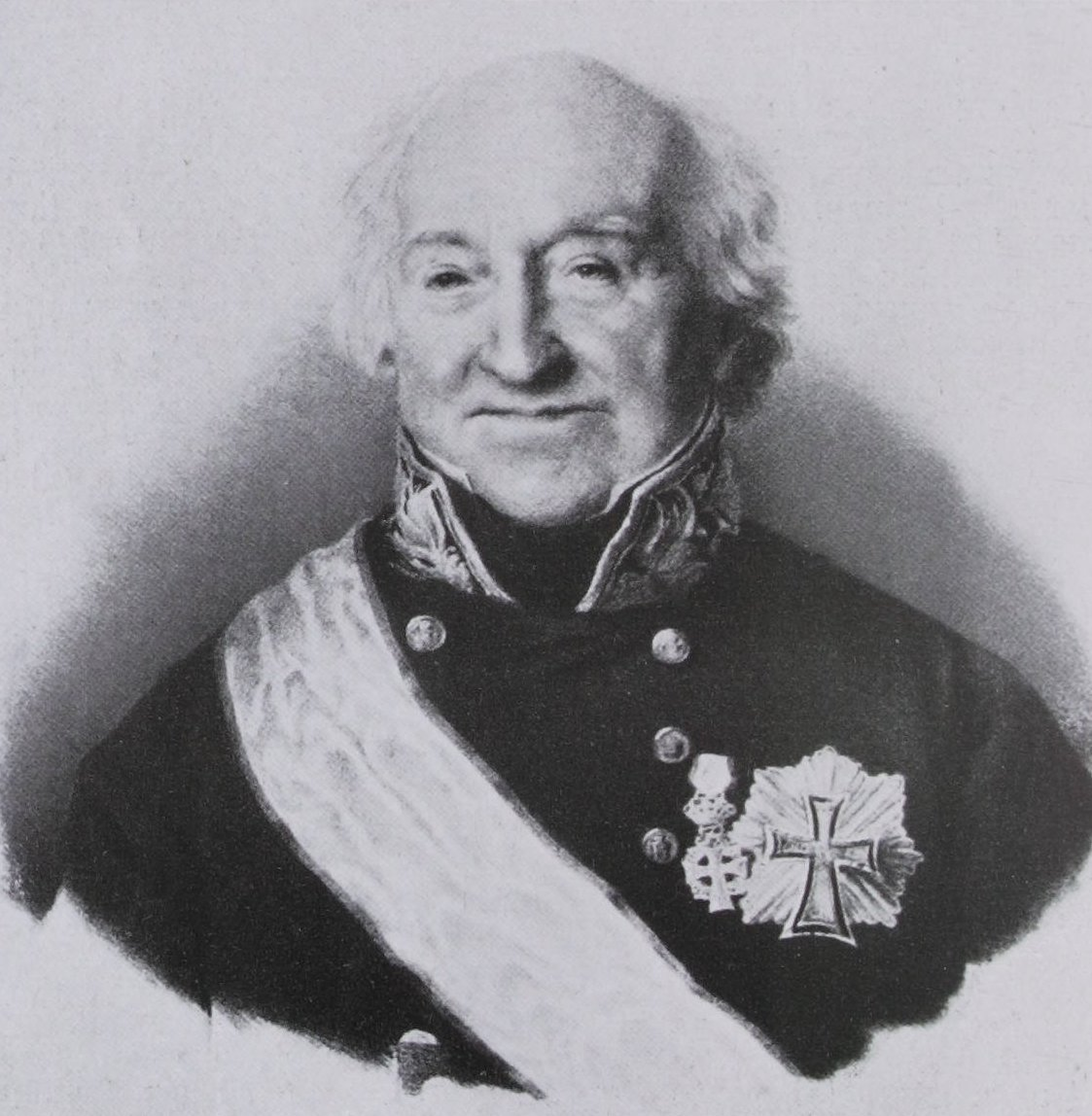
Wilhelm Benedict von Schirach

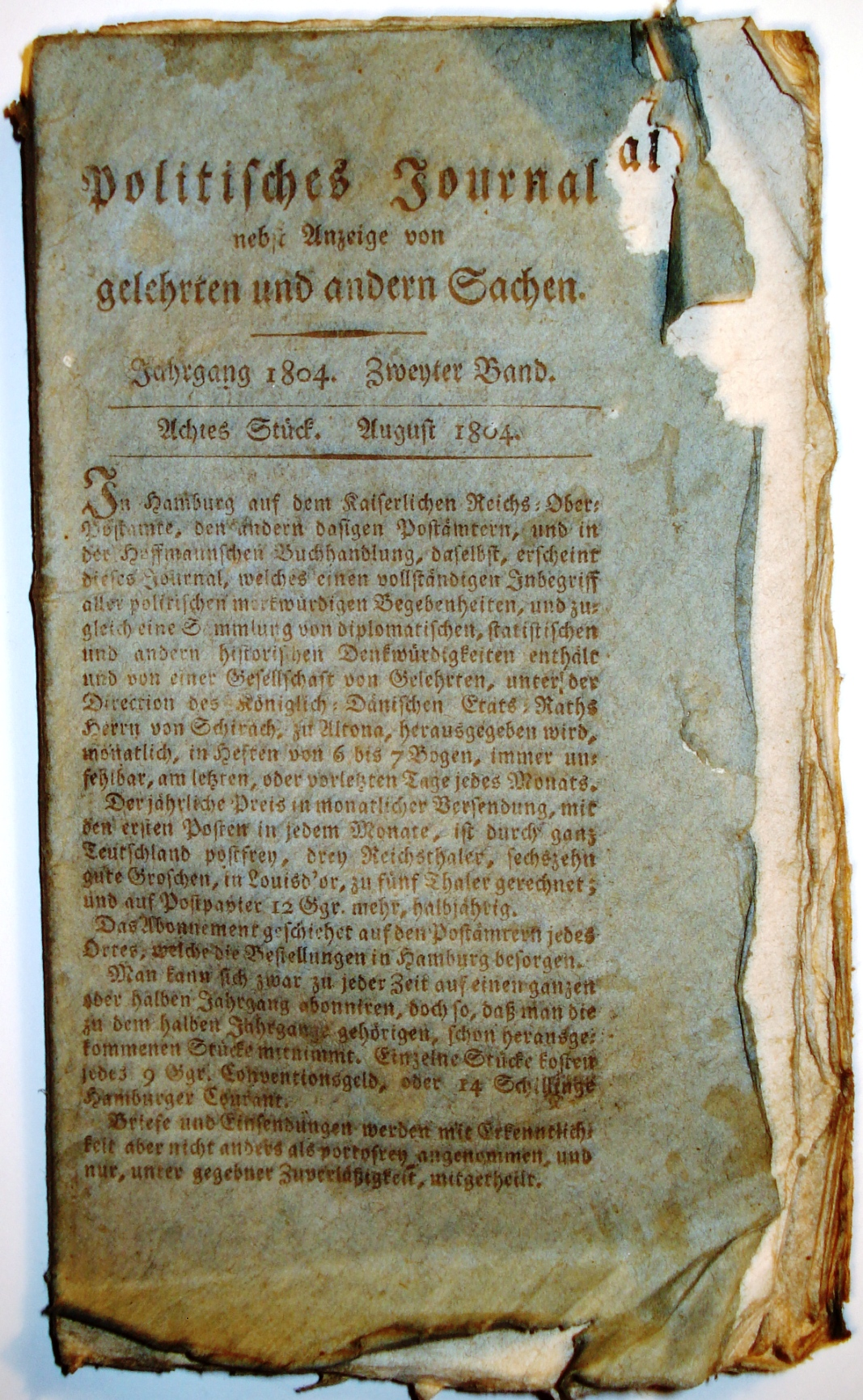
Titelblatt der Ausgabe vom August 1804 des (ab 1804) von Wilhelm Benedict von Schirach herausgegebenen Politischen Journals

Wilhelm Benedict von Schirach (* 25. September 1779 in Helmstedt; † 15. April 1866 in Glückstadt) war ein deutscher Jurist und Publizist, der in dänischem Dienst in höchsten Staatsfunktionen tätig war.

## Leben
Schirach war der Sohn von Gottlob Benedikt von Schirach (1743–1804) (deutscher Historiker, dänischer Legationsrat und Publizist).
Nach seinem Studium trat er wie sein Vater in den Dienst der Herzogtümer Schleswig und Holstein im Dänischen Gesamtstaat ein. 1807 wurde er Obergerichtsrat für das Herzogtum Holstein in Glückstadt, 1816 Dänischer Staatsrat, 1831 Konferenzrat. Mit der 1834 erfolgten Einrichtung des Schleswig-Holstein-Lauenburgischen Oberappellationsgericht in Kiel wurde er dort zum ersten Rat berufen. 1841 wurde er Direktor der Oberdikasterien des Herzogtums Holstein in Glückstadt. Als 1864 der Deutsch-Dänische Krieg ausbrach, trat er in den Ruhestand.
Wilhelm Benedict von Schirach war zweimal verheiratet; in erster Ehe seit 1809 mit Luise, geb. Petersen (1789–1822). In zweiter Ehe heiratete er 1825 Emilie Karoline, geb. von Levetzow (1794–1875), eine Tochter von Hans Christoph Diederich Victor von Levetzow aus dessen erste Ehe mit Martha, geb. v. Tillisch. Da beide Ehen kinderlos waren, adoptierte von Schirach die zweite Tochter seines jüngeren Bruders Karl, Mathilde (* 1822). Sie heiratete 1849 den schleswig-holsteinischen Major Theodor Leopold Sophus von Eggers (* 1811).

## Veröffentlichungen
Die Veröffentlichungen erfolgten teilweise unter „Wilhelm von Schirach“.
- 1811 – Kritik des ersten Theils des von dem Freyherrn von Christian von Eggers abgefaßten Entwurfs eines peinlichen Gesetzbuchs für die Herzogthümer Schleswig und Holstein
- 1813 – Criminalrechtsfälle
- 1822 – Beiträge zur Anwendung des Rechts – Mit vorzüglicher Rücksicht auf die Rechtspflege in den Herzogthümern Holstein und Lauenburg
- Norbert Flörken (Hrsg.): Die Französische Revolution in Schirach’s „Politischem Journal“. 4 Teile. Norderstedt 2020, ISBN 978-3-7504-1136-4 u.ö.

Ab 1804 führte er (zusammen mit einer Gesellschaft von Gelehrten) nach dem Tode seines Vaters die Veröffentlichung der Zeitschrift Politisches Journal nebst Anzeige von gelehrten und anderen Sachen fort, an deren Herausgabe er bereits vorher beteiligt war.

## Auszeichnungen
- Titel Geheimer Konferenzrat (7. Juli 1831)[2]
- Dannebrogorden
  - Dannebrogmann (28. Oktober 1836)[3]
  - Großkreuz (28. Juni 1847)[4]

Zur Feier seines 50-jährigen Amtsjubiläums im Mai 1857 ehrte ihn die Juristische Fakultät der Universität Kiel mit ihrem Ehrendoktor, und die Stadt Glückstadt ernannte ihn zum Ehrenbürger.